# 21514 Gamalski
21514 Gamalski este un asteroid din centura principală de asteroizi.

## Descriere
21514 Gamalski este un asteroid din centura principală de asteroizi. A fost descoperit pe 22 mai 1998 la Socorro, New Mexico, în cadrul proiectului LINEAR. Asteroidul prezintă o orbită caracterizată de o semiaxă mare de 2,64 ua, o excentricitate de 0,22 și o înclinație de 6,8° în raport cu ecliptica.